# Puentedey
Puentedey es una localidad española de la provincia de Burgos, en la comunidad autónoma de Castilla y León. Pedanía del municipio de Merindad de Valdeporres, se ubica en la comarca de Las Merindades.
Está catalogado como uno de Los Pueblos Más Bonitos de España desde el año 2022 y pertenece desde entonces a la asociación homónima.

## Etimología
El nombre de Puentedey significa «Puente de Dios».

## Geografía

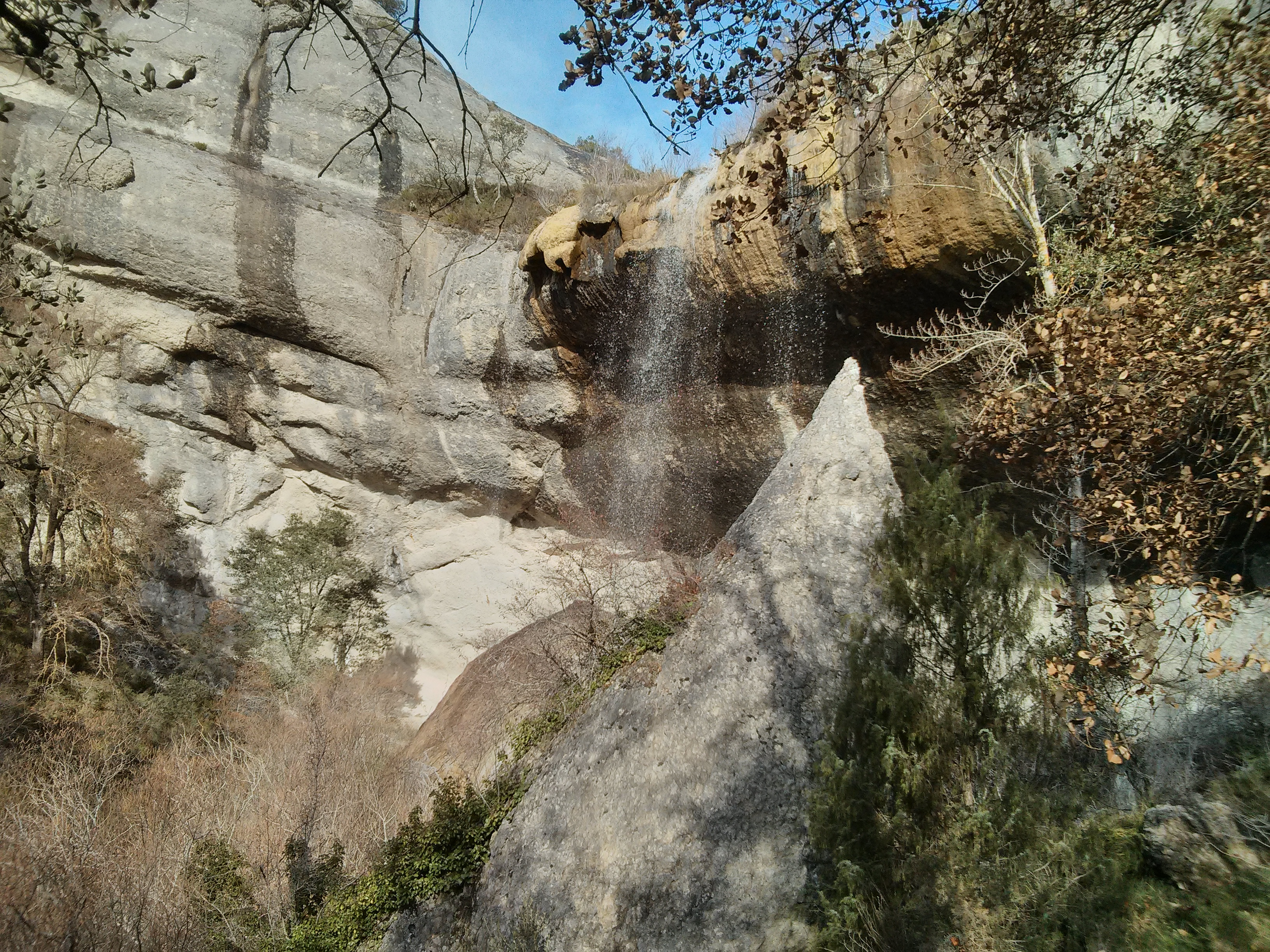
Cascada de la Mea, de camino a Quintanilla Valdebodres.

Puentedey se emplaza en el curso medio del río Nela, donde el cauce deja atrás los tramos más cerrados del río y comienza a fluir más lentamente a lo largo de su cuenca baja. Así, el río accede a Puentedey desde el cañón del Escornadero y la vega de Cinto, y tras cruzar el puente natural transcurre por una llanura aluvial conocida como La Vega y Recobul, caracterizada por meandros e inundaciones periódicas. En tiempos antiguos el río trazaba un meandro alrededor del actual puente natural, que con el tiempo y dada su naturaleza kárstica fue horadado y disuelto por el agua, dando como resultado el arco actual. Téngase en cuenta que toda la región geológica reúne notables ejemplos de karst, como Ojo Guareña o la Cueva de Pozalagua, entre otros.
El pueblo y su puente se enclavan en un valle truncado por el mismo puente y rodeado de dos macizos montañosos preeminentes. Al norte de Puentedey se alzan los canales de Dulla, espacio caracterizado geomorfológicamente por la presencia de numerosos canales y valles que debido a la acción erosiva han creado un espacio de notable reconocimiento paisajístico en el marco del Monumento natural de Ojo Guareña. El propio Puentedey se encuentra limitado en este sector por la peña del Ladrero, comienzo de los canales de Dulla y ejemplo de mesa o muela y de talud en geomorfología. Igualmente, en sentido noroeste el terreno crece en altura a lo largo de una cuesta limitada por la antedicha peña, conocida como Paño. Al sur de Puentedey se alza el monte Rojo, que encuadra Puentedey en sentido sur y separa la zona geológica de Dulla de los espacios menos agrestes y más altos situados en el Valle de Valdebezana.
Toda esta geografía física ha condicionado lógicamente a su vez la geografía humana, caracterizada no sólo por el relieve, sino también por el clima y los numerosos avatares históricos vividos en la región. Así, encontramos que el ager de Puentedey y en general de los pueblos vecinos ha estado condicionado en primer lugar por el relieve accidentado, de tal modo que se ha dificultado la creación de fincas de gran tamaño, que sí pudieron crearse en localidades cercanas de más amplitud territorial. Esto, unido al minifundio prevalente, motivó la existencia durante siglos de una agricultura de subsistencia y una cultura rural en práctica desaparición. Por el contrario, el saltus (espacios imposibles de cultivar) fue aquel de imposible laboreo o acceso: en general, las zonas más accidentadas, elevadas o de roca desnuda. La desaparición del modo tradicional de vida rural en la mitad del siglo XX motivó no sólo la desaparición de multitud de elementos etnográficos de la cultura propia de Puentedey, compartidos en gran medida con otros pueblos similares, sino la conversión del ager en saltus temporal, es decir, en espacios que en tiempos fueron cultivados y explotados, pero que en la actualidad se hallan abandonados. Así, en las últimas décadas del siglo XX Puentedey cambió mucho en su fisonomía. De un paisaje formado por pequeñas fincas minifundistas, dedicadas a la agricultura de subsistencia y separadas o limitadas por muros de piedra seca, además de pequeños bosques conocidos como "agesteaderos" (en los que descansaba el ganado del sol canicular) en la actualidad los campos que rodean a Puentedey se encuentran cubiertos por una densa fronda compuesta por su Comunidad clímax: como zona limítrofe entre el clima más atlántico y otro más continental, algunas zonas presentan vegetaciones más adaptadas a un clima y otras al otro. En la actualidad, como conclusión, la agricultura y la ganadería han desaparecido casi en su totalidad como actividad económica, siendo el sector servicios y una pequeña industria las principales fuentes económicas de Puentedey.
El terreno no sólo se halla antropizado por la explotación económica tradicional del lugar. Puentedey, como pueblo rural, presenta un núcleo urbano caracterizado en primer lugar por el puente natural. Así, el primer núcleo histórico del pueblo se halla sobre el propio puente, con la iglesia de San Pelayo y la casa torre de los Brizuela como más antiguas construcciones. Se puede considerar este espacio más antiguo como un emplazamiento colgado, de acuerdo con la división considerada en la geografía humana. Su traza urbana no sigue un criterio racionalista, como puede ser el damero, sino irregular, compuesta de callejas y calles que conducen a un punto radiocéntrico: la iglesia y la casa torre de los Brizuela.  Desde este núcleo primigenio, conocido como La Torre y caracterizado por una evidente arquitectura montañesa, se realizaron ensanches en barrios como La Bárcena, La Revilla, El Barrio y más recientemente, con construcciones de la segunda mitad del siglo XX, El Aguau o el camino de Rojo.
El modelo de casa rural tradicional en Puentedey se corresponde con la citada arquitectura montañesa. Frente al modelo de casa disociada, en la que los distintos elementos (vivienda, almacén y zona de trabajo) se encuentran separados, el tipo de casa montañesa es en bloque, es decir, todos los elementos citados se encuentran bajo un mismo edificio. Así, un modelo típico de casa tradicional en Puentedey posee un portal o patio al que se accede mediante un recio portalón de madera de dos vanos, de tal manera que puedan entrar el carro y otras herramientas voluminosas. Otro elemento característico de la fachada de la casa montañesa, siempre abierta al sur, es un balcón corrido que se utiliza para secar los productos agrícolas. La casa se divide en varias plantas, que acogen distintas funciones. La planta baja generalmente ocupa la cuadra para los animales y otros espacios de trabajo. La planta o plantas superiores acogen la vivienda para los moradores. Finalmente, existe una última planta o desván donde se guardan productos agrícolas. Bajo el voladizo del tejado, en lo alto de la fachada, era común instalar dujos, para la obtención de miel. Un elemento propio de las casas rurales en Puentedey es la era, espacio de trabajo aledaño a las casas y en ocasiones construido en altura para garantizar el necesario aire para trillar y aventar. La piedra seca y la cantería son elementos característicos de la arquitectura tradicional en Puentedey, tanto para la construcción de viviendas como de muros y eras.
Durante la Dictadura de Primo de Rivera se tendió a lo largo de Puentedey una vía ferroviaria que de facto dividió el pueblo en dos partes. Dado que la normativa ferroviaria de la época no permitía construir estaciones de tren cerca de túneles (el tren cruza el promontorio del puente natural a través de un túnel) se decidió que la estación se construiría en la cercana localidad de Brizuela. En la actualidad, esta línea ferroviaria, clausurada en el año 1985, forma parte de la Vía verde F.C. Santander-Mediterráneo.

## Historia
El entorno geográfico inmediato a Puentedey posee importantes yacimientos arqueológicos estudiados en las últimas décadas, y aún en proceso de investigación. Así, se ha documentado la presencia del género Homo en yacimientos de Ojo Guareña, cercanos a Puentedey, desde el paleolítico inferior, si bien de esta etapa aún con restos muy dispersos de Industria lítica. Excavaciones centradas en el período posterior del Paleolítico medio, como la de la cueva de Prado Vargas (igualmente perteneciente al monumento natural de Ojo Guareña), sí han determinado la presencia de tecnología musteriense, propia del hombre de Neandertal. La posterior neolitización, con toda su implicación histórica, se plasmó en el megalitismo presente en el Dolmen de Busnela.
Por otro lado, el historiador y arqueólogo Eduardo Peralta Labrador ha realizado investigaciones en el entorno de Dulla y La Maza. De acuerdo con los trabajos de Peralta, estos dos lugares fueron emplazamiento de importantes destacamentos romanos. La razón para tal presencia fue la resistencia ofrecida por los cántabros en esta área contra los romanos en el marco de las guerras cántabras. Los estudios arqueológicos concluyen que esta zona fue en el año 19 a. C. la última en presentar resistencia a la conquista romana, al punto de que en palabras del propio Peralta los canales de Dulla se pueden calificar de "auténtica Masada hispana". Igualmente, cabe citar el descubrimiento durante las campañas de investigación dirigidas por Peralta de asentamientos humanos en La Muela y en La Maza, correspondientes a culturas anteriores a los Pueblos prerromanos (en los que se encuadraba a los cántabros y a los autrigones). Así, se ha descubierto metalistería perteneciente a la Cultura argárica y a la Cultura de los campos de urnas.
La caída del imperio romano supuso para Hispania, como para todos los territorios bajo su égida, un desmembramiento político y territorial que dio paso a la Alta Edad Media. En el caso concreto de Hispania, el control bajo los visigodos dio paso a la invasión islámica. Si bien los territorios de las actuales Merindades no fueron nunca eficazmente dominados por el control mahometano, sí hubo una despoblación de la zona que fue cubierta poco después de la conquista musulmana por los foramontanos, gentes de más allá de la vertiente geográfica (de "peñas al mar") que se asentaron y comenzaron a laborar éste y otros territorios peninsulares. En el caso de Las Merindades, estos foramontanos fueron, de acuerdo con los escritos, várdulos (habitantes de la actual Guipúzcoa), por lo que la Castilla primigenia fue conocida en un principio como Bardulia. El nombre Castilla fue tomado de los propios musulmanes, que comenzaron a llamar "Al-Qila" (el castillo) a esta zona, por la gran cantidad de fortificaciones construidas para evitar sus incursiones. No obstante esto, a lo largo de los primeros siglos de la presencia islámica, se produjeron aceifas (incursiones) que en el año 838 asolaron el territorio de "Sotoscoba" (entendida como la actual Merindad de Sotoscueva, pero en sentido amplio entendida como toda la zona geográfica alrededor de Puentedey).
En 1351 pertenecía a la Meryndat de Aguylar de Canpo, una división administrativa de la Corona de Castilla, vigente durante la Edad Media, cuya descripción figura en el libro Becerro de las Behetrías de Castilla redactado por las Cortes de Valladolid de 1351, cuando el estamento de los hidalgos solicitó al rey Pedro I la desaparición de las behetrías mediante su conversión en tierras solariegas.
Lugar de la Junta de Puente Dei, perteneciente al partido de Castilla la Vieja en Laredo, jurisdicción de señorío ejercida por don Antonio María de Porres, quien nombraba su alcalde ordinario.
Así se describe a Puentedey en el tomo XIII del Diccionario geográfico-estadístico-histórico de España y sus posesiones de Ultramar, obra impulsada por Pascual Madoz a mediados del siglo XIX:

Lugar y capital del ayuntamiento titulado de la junta del mismo nombre, en la provincia, diócesis, audiencia territorial y capitanía general de Burgos (14 leguas), partido judicial de Villarcayo (2); Situado a orillas del río Nela, que le divide en 2 barrios; su clima es bastante frío y reinan todos los vientos. Tiene 40 casas y una iglesia parroquial (San Pelayo), servida por un cura párroco y un sacristán. Confina el término N Quintanilla Valdebores; E Brizuela; S Leva, y O Valdeporres. El terreno es estéril, bañándole el expresado río Nela, sobre el que existe un puente con un solo ojo, pero de mucha elevación. Los caminos son de pueblo a pueblo; y la correspondencia se recibe de la capital del partido por los mismos interesados. Producciones: granos y legumbres, cría ganado lanar, cabrío y de cerda; caza de lobos y zorros, y pesca de truchas. Industria: la agrícola y un molino harinero en mal estado. Población: 17 vecinos, 64 almas. Capital productivo: 181.400 reales. Imponible: 16.880.
Diccionario geográfico-estadístico-histórico de España y sus posesiones de Ultramar

A la caída del Antiguo Régimen la localidad pasa a formar parte del municipio denominado Junta de Puentedey, en el partido de Villarcayo perteneciente a la región de Castilla la Vieja, siendo su capital.
Entre el censo de 1900 y el anterior, al desaparecer este municipio, la localidad se integra en la Merindad de Valdeporres.
En las elecciones locales de 2007 correspondientes a esta entidad local menor concurre una sola candidatura encabezada por Víctor Díez Rozas (Iniciativa Merindades de Castilla).
En 2011 deja el cargo de alcalde pedáneo Víctor Díez Rozas y se presentan dos candidaturas: el Partido Popular e Iniciativa Merindades de Castilla, candidatura representada por Ana Isabel Díez, hija del anterior alcalde, que es elegida como primera alcaldesa pedánea de Puentedey. En 2019, es elegido alcalde pedáneo José Antonio López Díez (Iniciativa Merindades). En las Elecciones municipales de España de 2023 es elegido alcalde Miguel Ángel Alonso, de la coalición Vía Burgalesa - Iniciativa Merindades de Castilla.

## Demografía
Evolución de la población
| Gráfica de evolución demográfica de Puentedey entre 2000 y 2019    |
|                                                                    |
| Población de derecho (2000-2019) según el padrón municipal del INE |

## Lugares de interés
El caserío de Puentedey se alza sobre el puente natural que le da nombre, con una iglesia de traza románica en su punto más elevado. El Palacio de los Fernández de Brizuela (siglo XVI), mandado construir por Francisco de Brizuela, contador del condestable de Castilla Pedro Fernández de Velasco "el Viejo", forma parte igualmente del conjunto que se erige sobre el puente natural. El núcleo se completa con edificaciones de típica arquitectura montañesa, creando la estampa que da fama al pueblo.
El puente natural, horadado por el Nela, es su imagen más reconocida. Si bien los arcos naturales son comunes en todo el mundo, no existe constancia de ningún otro coronado por un núcleo urbano, característica que lo hace único en el mundo:

...No es extraño que la admiración atribuya al dedo físico de Dios la hechura de este paso de agua...

La cascada de la Mea, en el camino a Quintanilla-Valdebodres es un salto de agua visitable a poca distancia de Puentedey. Solamente tiene agua en tiempo de fuertes lluvias o deshielo.

## Patrimonio arquitectónico e industrial

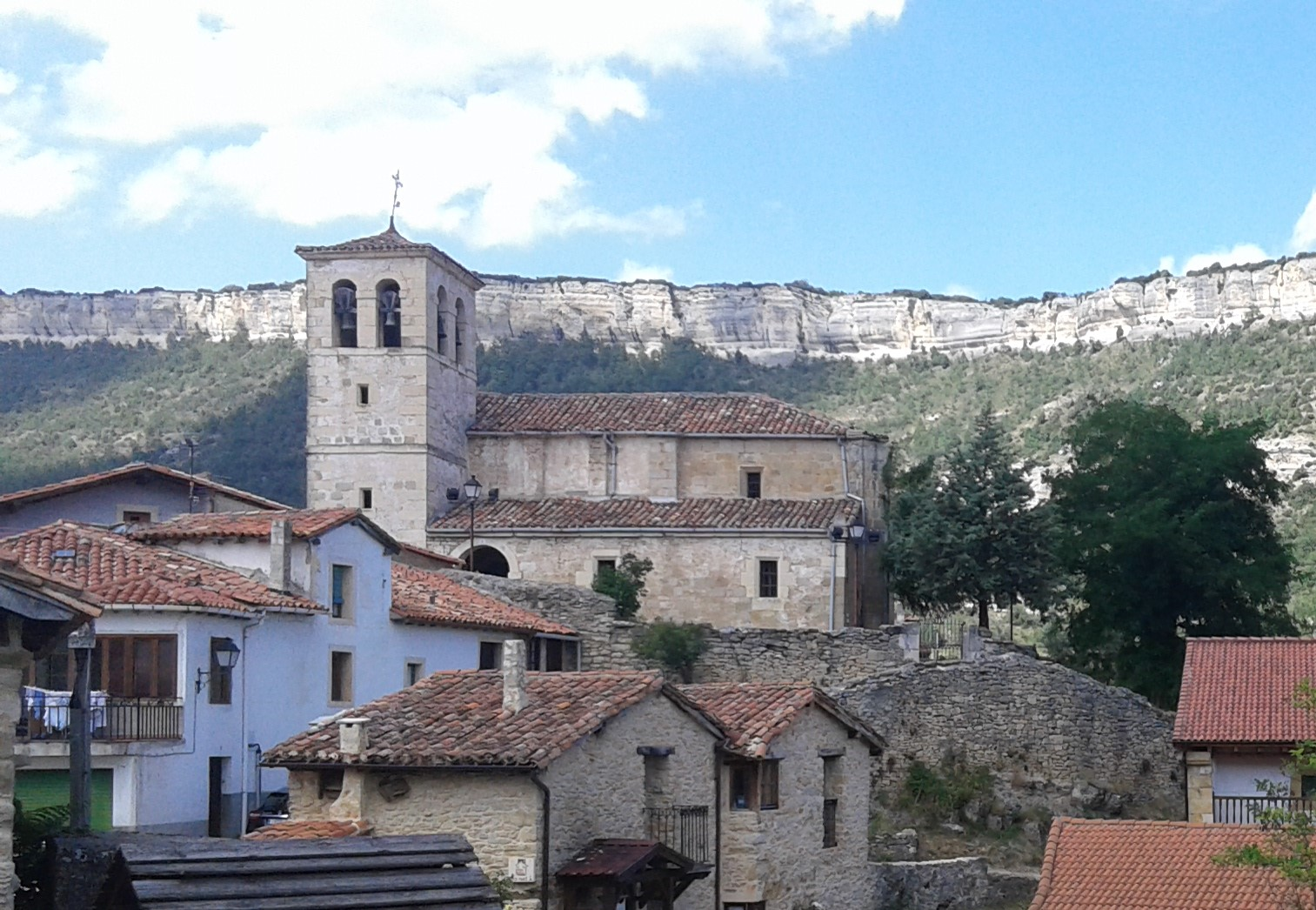
Iglesia de San Pelayo de Puentedey

- Iglesia de San Pelayo. Dependiente de la parroquia de Pedrosa en el Arciprestazgo de Merindades de Castilla la Vieja, diócesis de Burgos[17] Está en lo alto del pueblo, sobre el puente natural. Estilos muy mezclados, con estructura gótica y restos románicos, y añadidos posteriores. Una nave y capillas laterales. Ábside rectangular. Portada es románica alterada, y en ella se ve una imagen primitiva de San Jorge luchando contra el dragón. Pórtico cerrado. Torre. Retablo mayor renacentista.[18]

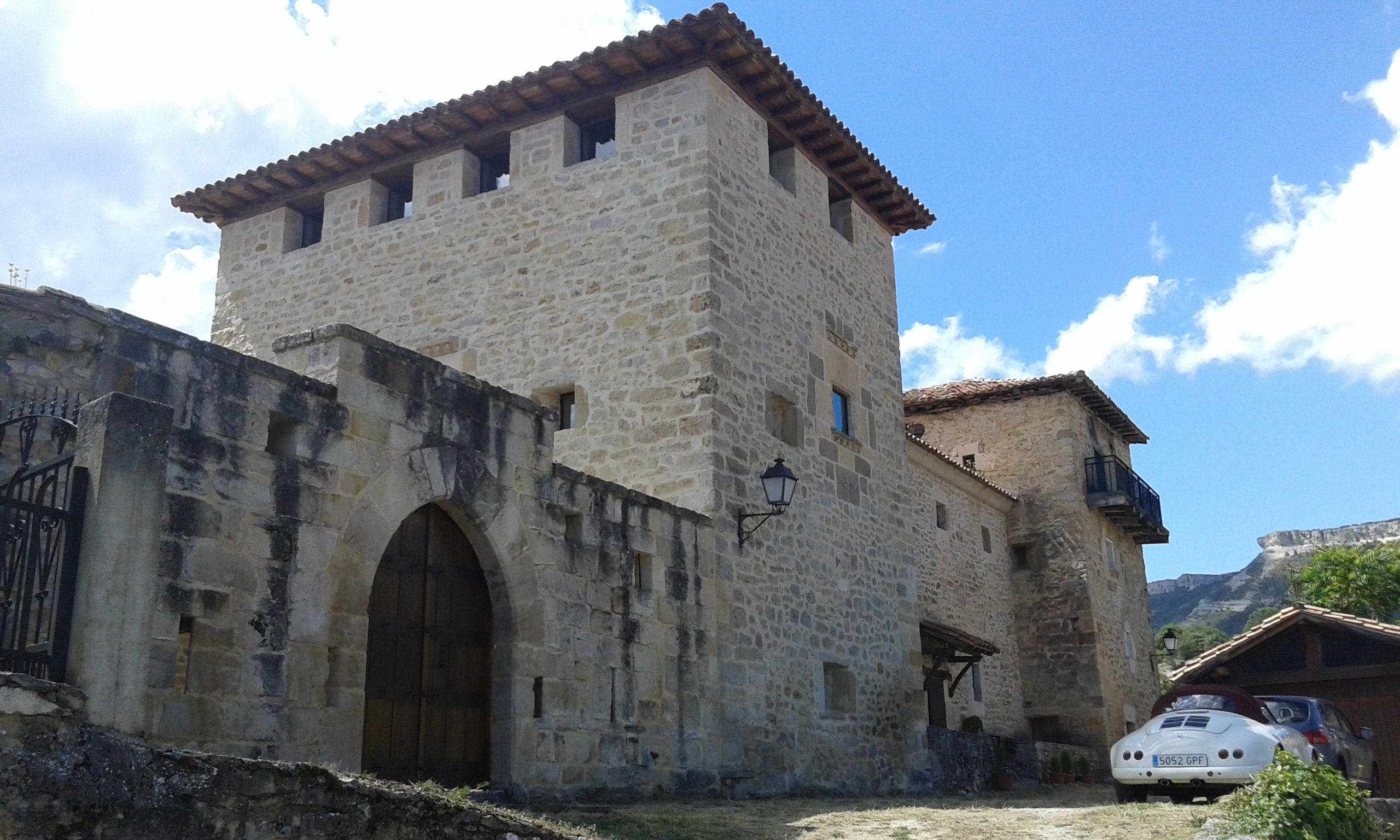
Casa y palacio de los Brizuela

- Casa palacio de los Brizuela. Edificada sobre el puente natural por los Fernández de Brizuela, del lugar, que más tarde fue de los Porres y de los Velasco con dos torres cuadradas del siglo XV.[18]
- Línea del Ferrocarril Santander-Mediterráneo. El ffcc Santander Mediterráneo cruza Puentedey en sentido noroeste sureste. Presenta elementos de patrimonio histórico industrial como puentes y túneles. En la actualidad la línea, clausurada en el año 1985, se ha convertido en la Vía verde F.C. Santander-Mediterráneo.

## Patrimonio etnolingüístico
El 26 de junio celebra la festividad de San Pelayo, mártir. También el último fin de semana de agosto celebra la fiesta de la Cucaña.
Hasta la segunda mitad del siglo XX se habló en Puentedey, al igual que en otras zonas de Burgos limítrofes con Cantabria, una variedad lingüística asimilable al dialecto cántabro. Si bien esta habla se encuentra en práctica desaparición en la actualidad, sus restos permanecen en la toponimia de Puentedey, con topónimos como La Bárcena, El Marucu, El Aguau, El Cantu, etc.